# Курд Ласвиц (награда)
Наградата „Курд Ласвиц“ (на немски: Kurd-Laßwitz-Preis) няма парична премия и се присъжда на писатели, преводачи, издатели, редактори, илюстратори и журналисти главно в областта на немскоезичната научна фантастика (Science-Fiction).
Наградата е учредена през 1980 г. по образец на американската „Небюла“ (Nebula Award) и е наречена на немския автор на научна фантастика Курд Ласвиц. Отличието се дава ежегодно за най-добра продукция през предходната година.
Първоначално наградата се присъжда в шест категории: „Роман“, „Разказ“, „Кратка проза“, „Превод“, „Илюстрация“, както и „Специална награда“. През 1983 г. е включена категорията „Най-добър чуждестранен роман“, а през 1997 г. категорията е преименувана на „Най-добра чуждестранна творба“. През 1987 г. следват категориите „Радиопиеса“ и „Филм“. От 1993 г. категорията „Радиопиеса“ има собствено жури. През 1996 г. категорията „Филм“ е включена в категорията „Специална награда“. През 1997 г. категориите „Разказ“ и „Кратка проза“ се сливат в една, а от 2001 г. в категорията „Превод“ решенията се взимат от професионално жури.
От 2000 г. раздаването на наградите става (от 2007 г. редувайки се) по време на фестивала на фантастичната литература „Елстеркон“ (Elstercon) в Лайпциг и на фестивала „Пента-Кон“ (Penta-Con) в Дрезден.

## Носители на наградата (подбор)

### Най-добър немски роман
- 1981: Георг Цаунер
- 1982: Волфганг Йешке
- 1983: Рихард Хай
- 1984: Томас Р. П. Милке
- 1985: Херберт В. Франке
- 1986: Херберт В. Франке
- 1987: Карл Амери
- 1988: Гудрун Паузеванг
- 1989: Норберт Щьобе
- 1990: Волфганг Йешке
- 1991: Карл Амери
- 1992: Кристиан Мер
- 1993: Херберт Розендорфер
- 1994: Томас Циглер
- 1995: Ханс Йоахим Авперс
- 1996: Ханс Йоахим Авперс
- 1997: Андреас Ешбах
- 1998: (не се присъжда)
- 1999: Андреас Ешбах
- 2000: Андреас Ешбах
- 2001: Михаел Марак
- 2002: Андреас Ешбах
- 2003: Михаел Марак
- 2004: Андреас Ешбах
- 2005: Франк Шецинг
- 2006: Волфганг Йешке
- 2007: Херберт В. Франке
- 2008: Андреас Ешбах
- 2009: Дитмар Дат
- 2010: Андреас Ешбах
- 2011: Уве Пост
- 2012: Андреас Ешбах
- 2013: Дитмар Дат
- 2014: Волфганг Йешке
- 2015: Томас Хиленбранд
- 2016: Андреас Брандхорст
- 2017: Андреас Брандхорст

### Най-добър немски разказ
- 1981: Томас Циглер
- 1982: Волфганг Йешке
- 1983: Волфганг Йешке
- 1984: Томас Циглер
- 1985: Волфганг Йешке
- 1986: Ханс Йоахим Авперс, Роналд Хан
- 1987: Карл Михаел Армер
- 1988: Карл Михаел Армер
- 1989: Карл Михаел Армер
- 1990: Вернер Цилих
- 1991: Томас Циглер
- 1992: Хорст Пукалус
- 1993: Ерик Зимон
- 1994: Волфганг Йешке
- 1995: Ерик Зимон
- 1996: Норберт Щьобе

### Най-добра немска кратка проза
- 1981: Роналд Хан
- 1982: Роналд Хан
- 1983: Андреас Брандхорст
- 1984: Херберт В. Франке
- 1985: Карл Амери
- 1986: Райнмар Кунис
- 1987: Райнер Ерлер
- 1988: Райнер Ерлер
- 1990: Гизберт Хефс
- 1991: Петер Роберт
- 1992: Петер Шатшнайдер
- 1993: Ангела Щайнмюлер
- 1994: Герт Прокоп
- 1995: Петер Шатшнайдер
- 1996: Михаел Енде

### Най-добра немска кратка проза / разказ
- 1997: Волфганг Йешке
- 1998: Малте С. Зембтен
- 1999: Маркус Хамершмит
- 2000: Волфганг Йешке
- 2001: Маркус Хамершмит
- 2002: Волфганг Йешке
- 2003: Ерик Зимон
- 2004: Ангела Щайнмюлер, Карлхайнц Щайнмюлер
- 2005: Волфганг Йешке
- 2006: Райнер Ерлер
- 2007: Маркус Хамершмит
- 2008: Михаел К. Иволайт
- 2009: Андреас Ешбах
- 2010: Ернст-Еберхард Мански
- 2011: Михаел К. Иволайт
- 2012: Франк В. Хауболд
- 2013: Клаус Н. Фрик
- 2014: Михаел Марак
- 2015: Фабиан Томашек
- 2016: Карстен Крушел
- 2017: Габриела Беренд

### Най-добра чуждестранна творба
- 1984: Брайън Олдис
- 1985: Филип К. Дик
- 1986: Дениел Кийс
- 1987: Джери Юлсман
- 1988: Кристофър Прийст
- 1989: Орсън Кард
- 1990: Лусиъс Шепърд
- 1991: Иън Банкс
- 1992: Иън Банкс
- 1993: Иън Банкс
- 1994: Кони Уилис
- 1995: Иън Макдоналд (писател)
- 1996: Стивън Бакстър
- 1997: Кейт Уилхелм
- 1998: Иън Банкс
- 1999: Иън Макдоналд (писател)
- 2000: Грег Еган
- 2001: Мери Дориа Ръсел
- 2002: Кони Уилис
- 2003: Чайна Миевил
- 2004: Върнър Виндж
- 2005: Чайна Миевил
- 2006: Чайна Миевил
- 2007: Робърт Чарлс Уилсън
- 2008: Сергей Лукяненко
- 2009: Чарлз Строс
- 2010: Джон Скалзи
- 2011: Чайна Миевил
- 2012: Паоло Бачигалупи
- 2013: Тед Чан
- 2014: Джо Уолтън
- 2015: Урсула Ле Гуин
- 2016: Нийл Стивънсън
- 2017: Лю Цисин

### Най-добър превод
- 1981: Хорст Пукалус
- 1982: Хорст Пукалус
- 1997: Ерик Зимон
- 1997: Роналд Хан

### Най-добра радиопиеса
- 1987: Харалд Мюлер, Джордж Табори (режисура)
- 1988: Карл Амери
- 1989: Волфганг Йешке

### Най-добър филм
- 1987: Райнер Ерлер
- 1988: Вим Вендерс
- 1989: Тери Гилиъм
- 1990: (не се присъжда)
- 1991: Петер Флайшман
- 1992: (не се присъжда)
- 1993: Дейвид Финчър
- 1994: (не се присъжда)
- 1995: (не се присъжда)
- 1996: (не се присъжда)

### Специална награда
- 1981: Ханс Йоахим Алперс, Роналд Хан, Волфганг Йешке
- 1982: Волфганг Йешке
- 1983: Роналд Хан
- 1988: Волфганг Йешке
- 1991: Ханс Йоахим Алперс
- 1997: Волфганг Йешке
- 2000: Ерик Зимон
- 2001: Волфганг Йешке
- 2006: Карл Амери (посмъртно)
- 2012: Ханс Йоахим Алперс (посмъртно)